# Neuvilly-en-Argonne

Neuvilly-en-Argonne este o comună în departamentul Meuse din nord-estul Franței. În 2010 avea o populație de 210 de locuitori.

## Evoluția populației
| An        | 1975 | 1982 | 1990 | 1999 | 2006 | 2010 |
| --------- | ---- | ---- | ---- | ---- | ---- | ---- |
| Populație | 225  | 214  | 200  | 199  | 204  | 210  |